# Збігнев Кіцка
Збігнев Кіцка (пол. Zbigniew Kicka, 9 квітня 1950, Поляниця-Здруй — 4 травня 2022, Водзіслав-Шльонський) — польський боксер, призер чемпіонату світу серед аматорів.

## Аматорська кар'єра
1974 року на першому чемпіонаті світу з боксу Збігнев Кіцка досяг найбільшого успіху в своїй кар'єрі, завоювавши бронзову медаль. Після трьох перемог над Мігелем Пенья (Домініканська Республіка), Маріяном Бенешом (Югославія) і Райнгардом Скрицеком (ФРН) він лише у півфіналі програв за очками Клінтону Джексону (США).
На Олімпійських іграх 1976 у першому бою знов програв Клінтону Джексону (США).
На чемпіонаті світу 1978 здобув дві перемоги і програв у чвертьфіналі Ернсту Мюллеру (ФРН).